# Luiz Velho
Luiz Carlos Pacheco Rodrigues Velho (Rio de Janeiro, 5 de junho de 1956) é um matemático aplicado brasileiro conhecido por seu trabalho na área de computação gráfica e visão computacional. É professor e pesquisador titular do Instituto Nacional de Matemática Pura e Aplicada (IMPA) e líder do Laboratório VISGRAF que realiza pesquisas nas áreas de Visão, Computação Gráfica e Multimídia.
Luiz Pacheco recebeu em 2010 a Ordem Nacional do Mérito Científico pelo resultado de suas pesquisas. Em 2005, ele foi palestrante principal no  Eurographics Symposium on Geometry Processing, em Viena.
Sua formação acadêmica inclui bachalerado em Desenho Industrial na Esdi/UERJ, especialização em Informática na PUC-Rio, mestrado em Animação por Computador no MIT Media Lab, doutorado em Ciência da Computação na Universidade de Toronto e pós-doutorado em Matemática Aplicada no IMPA.

## Publicações
- Luiz Velho and Jonas Gomes. "Digital Halftoning with Space Filling Curves". Computer Graphics, 25(4):81–90, 1991.
- Luiz Velho and Denis Zorin. "4-8 Subdivision". Computer-Aided Geometric Design, 18(5):397–427, 2001. Special Issue on Subdivision Techniques.
- Jingdan Zhang, Kun Zhou, Luiz Velho, Baining Guo, and Heung-Yeung. "Synthesis of Progressively Variant Textures on Arbitrary Surfaces". ACM Transactions on Graphics, 22(3):295–302, July 2003.